# Dobrá Voda
Dobrá Voda és un poble i municipi d'Eslovàquia que es troba a la regió de Trnava, a l'oest del país.

## Història
La primera menció escrita de la vila es remunta al 1392.

## Demografia
| Godina             | 1994 | 2004   | 2014   | 2024   |
| ------------------ | ---- | ------ | ------ | ------ |
| Nombre de persones | 855  | 841    | 810    | 795    |
| Diferència         |      | −1,63% | −3,68% | −1,85% |

| Godina             | 2023 | 2024   |
| ------------------ | ---- | ------ |
| Nombre de persones | 787  | 795    |
| Diferència         |      | +1,01% |